# Klintehuse
Klintehuse er et kyst- og sommerhusområde på Nordvestsjælland med 314 indbyggere i byområdet (2012). Klintehuse er beliggende i Højby Sogn ved Kattegat, fire kilometer vest for Nykøbing Sjælland og seks kilometer nord for Højby. Sommerhusområdet tilhører Odsherred Kommune og er beliggende i Region Sjælland.